# Haikou (köpinghuvudort)
Haikou (kinesiska: 海口, 海口镇) är en köpinghuvudort i Kina. Den ligger i provinsen Yunnan, i den sydvästra delen av landet, omkring 34 kilometer söder om provinshuvudstaden Kunming. Haikou ligger 1 909 meter över havet och antalet invånare är 11 192. Befolkningen består av 5 357 kvinnor och 5 835 män. Barn under 15 år utgör 21,0 %, vuxna 15-64 år 69 %, och äldre över 65 år 8,0 %.
Trakten runt Haikou är nära nog obefolkad, med mindre än två invånare per kvadratkilometer. Haikou är det största samhället i trakten. 
Genomsnittlig årsnederbörd är 1 483 millimeter. Den regnigaste månaden är juni, med i genomsnitt 199 mm nederbörd, och den torraste är december, med 61 mm nederbörd.